# Maja Hagemann
Maja Merete Hagemann (7 ottobre 2005) è una calciatrice danese, centrocampista del Sassuolo.

## Carriera

### Club
Hagemann inizia la carriera vestendo la maglia delle giovanili dell'HSK Football, club del piccolo borgo di Hadsten, nella contea di Århus, rimanendo fino al giugno 2020 per poi trasferirsi al Fortuna Hjørring.
Dopo due stagioni in biancoverde si trasferisce alle campionesse danesi in carica del HB Køge, dove alla guida del tecnico Kim Daugaard fa il suo debutto in campionato alla 2ª giornata, nel pareggio esterno a reti inviolate con il Nordsjælland.
Il 4 luglio 2024 viene annunciato il suo trasferimento al Sassuolo per quella che sarà la sua prima esperienza professionale all'estero.

### Nazionale
Hagemann inizia a essere convocata dalla Federcalcio danese nel 2021, inizialmente per indossare la maglia della formazione under 16 per passare quello stesso anno alla under 17, rappresentativa con la quale, dopo aver esordito nella doppia amichevole con la Finlandia under 17 del 1º e 4 settembre, disputa le qualificazioni all'Europeo di Bosnia ed Erzegovina 2022 marcando presenze in tre dei sei incontri disputati nelle fasi eliminatorie viene confermata nella rosa delle ragazze che accedono alla fase finale. Qui scende in campo in tutte le tre partite giocate dalla Danimarca nel gruppo A prima dell'eliminazione.
Torna a indossare la maglia della nazionale, quella under 19, nel settembre del 2023, debuttando ancora in amichevole prima di disputare le qualificazioni all'Europeo di Lituania 2024, giocando tutti i sei incontri disputati dalla sua nazionale nelle due fasi elkiminatorie ma senza riuscire poi ad accedere alla fase finale.

## Statistiche

### Presenze e reti nei club
Statistiche aggiornate all'11 maggio 2025.
| Stagione                | Squadra                 | Campionato              | Campionato | Campionato | Coppe nazionali | Coppe nazionali | Coppe nazionali | Coppe continentali | Coppe continentali | Coppe continentali | Altre coppe | Altre coppe | Altre coppe | Totale | Totale |
| Stagione                | Squadra                 | Comp                    | Pres       | Reti       | Comp            | Pres            | Reti            | Comp               | Pres               | Reti               | Comp        | Pres        | Reti        | Pres   | Reti   |
| ----------------------- | ----------------------- | ----------------------- | ---------- | ---------- | --------------- | --------------- | --------------- | ------------------ | ------------------ | ------------------ | ----------- | ----------- | ----------- | ------ | ------ |
| 2021-2022               | Fortuna Hjørring        | ED                      | 24         | 0          | CD              | 1+              | 2+              | UWCL               | -                  | -                  | -           | -           | -           | 25+    | 2+     |
| 2022-2023               | Fortuna Hjørring        | ED                      | -          | -          | CD              | ?               | ?               | UWCL               | -                  | -                  | -           | -           | -           | -      | -      |
| Totale Fortuna Hjørring | Totale Fortuna Hjørring | Totale Fortuna Hjørring | 24         | 0          | -               | -               | -               | -                  | -                  | -                  | -           | -           | -           | 24     | 0      |
| 2023-2024               | HB Køge                 | ED                      | 8          | 0          | CD              | 2               | 1               | UWCL               | 1                  | 0                  | -           | -           | -           | 11     | 1      |
| 2024-2025               | Sassuolo                | A                       | 17         | 0          | CI              | 3               | 0               | -                  | -                  | -                  | -           | -           | -           | 20     | 0      |
| 2025-2026               | Sassuolo                | A                       | -          | -          | CI              | -               | -               | -                  | -                  | -                  | AWC         | -           | -           | -      | -      |
| Totale Sassuolo         | Totale Sassuolo         | Totale Sassuolo         | 17         | 0          | -               | 3               | 0               | -                  | -                  | -                  | -           | -           | -           | 20     | 0      |
| Totale carriera         | Totale carriera         | Totale carriera         | 49         | 0          | -               | 6+              | 3+              | -                  | 1                  | 0                  | -           | -           | -           | 56+    | 3+     |

## Palmarès

### Club
- Coppa di Danimarca: 1

Fortuna Hjørring: 2021-2022